# Chronologia Urartu

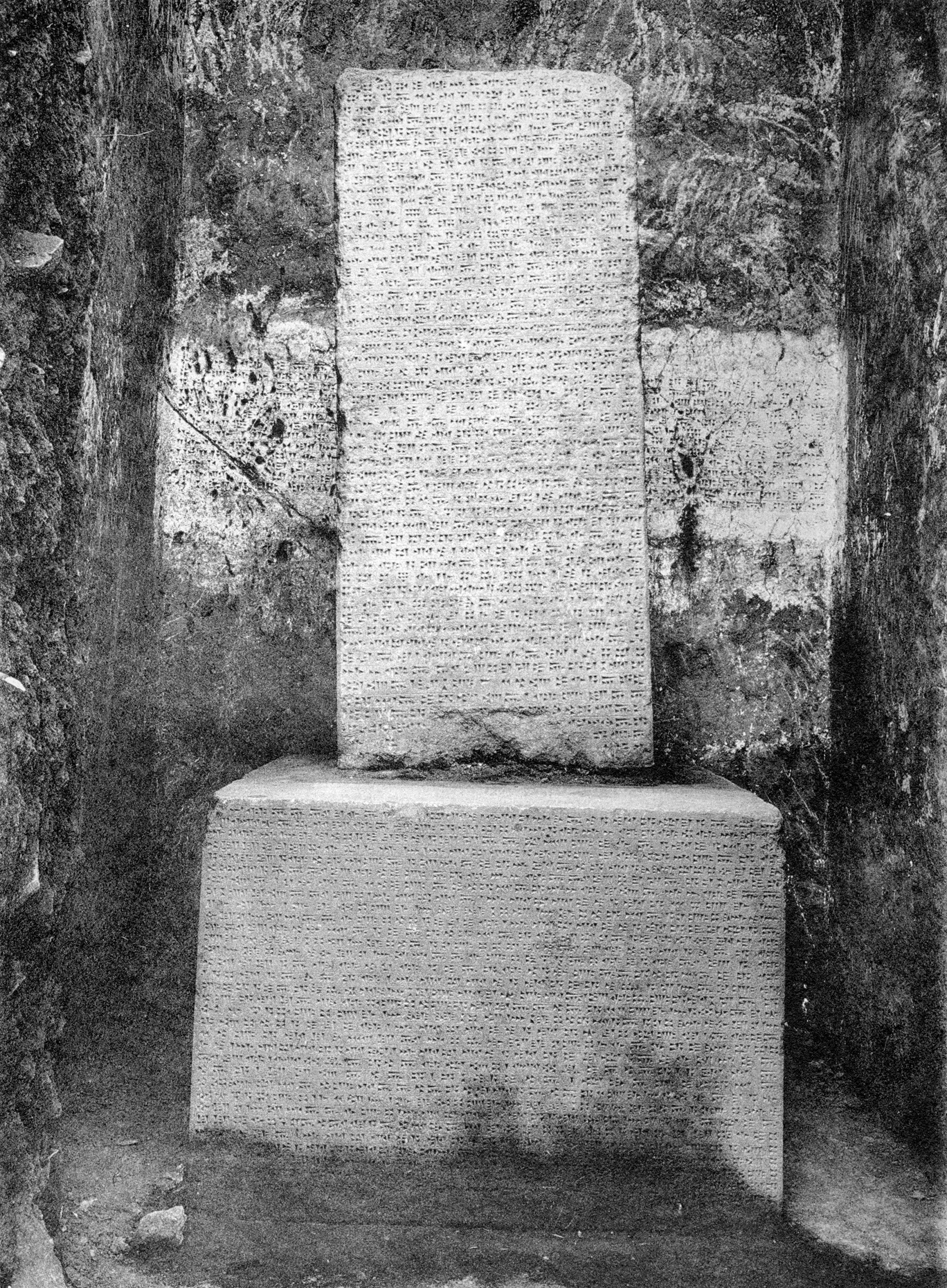
Rocznik Sarduriego II

Chronologia Urartu opiera się głównie na chronologii Asyrii z okresu, gdy oba państwa istniały równolegle. Datowanie ostatniego etapu historii Urartu, po upadku Asyrii w 612 roku p.n.e., opiera się na źródłach nowobabilońskich. Same zabytki urartyjskie dostarczają niewiele informacji do datowania, z wyjątkiem przypadków, gdy wspominają imiona asyryjskich królów lub władców znanych z historii Bliskiego Wschodu i sąsiednich krajów. Pomocne w ustaleniu kolejności panowania królów Urartu są imiona ich ojców, bez których trudno byłoby uporządkować chronologicznie teksty zapisane pismem klinowym.

## Najstarsze dzieje
Historia Urartu od pierwszej połowy XIII do połowy IX wieku p.n.e. jest znana jedynie z asyryjskich źródeł pisanych. W połowie IX wieku p.n.e. państwo rozpoczęło długą rywalizację z Asyrią na arenie geopolitycznej. Od około 860 roku p.n.e. król asyryjski Salmanasar III toczył wojnę z pierwszym, znanym z imienia, królem urartyjskim – Arame, którego imię w rocznikach asyryjskich zostało później poświadczone jeszcze dwukrotnie: w latach 858 p.n.e. i 846 p.n.e. Około 834 roku p.n.e. jako król Urartu wspomniany już został Seduri (Siduri) – najprawdopodobniej Sarduri I – jego inskrypcję w języku asyryjskim znaleziono w pobliżu Skały Wan. Seduri wymienił imię swego ojca – Lutipri, który być może rządził w Urartu w okresie między Arame a Sardurim I. Następny król urartyjski, Iszpuini, syn Sarduriego, został wspomniany w kronice Szamszi-Adada I pod rokiem 824 p.n.e. w kontekście swojej wyprawy do Nairi.

## Rozkwit
Asyryjskie źródła zupełnie nie odnotowały imienia Menui, syna Iszpuini – jednego z najpotężniejszych władców Urartu i współczesnego asyryjskiej królowej Sammu-ramat (Semiramidy). Za jego panowania państwo osiągnęło szczyt rozkwitu i skutecznie rywalizowało z Asyrią. Mimo braku faktycznych zwycięstw nad Urartu, w opowieściach ludowych, znanych z przekazów średniowiecznego mnicha ormiańskiego Mojżesza Choreńskiego, Semiramida pojawia się jako triumfator i patronka większości pomników w centrum Urartu poświęconych Menui.
Imię syna i następcy Menui, Argisztiego I, znane jest z inskrypcji asyryjskiego namiestnika Szamszi-ilu w Tall al-Ahmar oraz ze steli, która odnotowuje udane wojny Asyrii przeciwko Urartu. W asyryjskich eponimach z lat 781–774 p.n.e. wspomniane są nieprzerwane wyprawy do Urartu, a imię Szamszi-ilu pojawia się pod rokiem 780 p.n.e., zatem wydarzenia wspomniane w tekście steli odnoszą się do tego okresu. Lata 23-letniego panowanie Argisztiego I są określane w przybliżeniu. Georgij Melikiszwili, zestawiając rocznik Argisztiego I z eponimami Salmanasara IV, doszedł do wniosku, że Argiszti I panował w okresie 786–764 p.n.e. Z kolei Igor Djakonow, przeprowadzając porównanie obu tych źródeł, ustalił początek jego panowania na rok 780 p.n.e. W obu przypadkach urartolodzy są jednak zgodni, że Argiszti I zakończył swoje rządy nie później niż w Asyrii nastąpiły rządy Aszur-nirari V (754–745 p.n.e.), bowiem jego następca Sarduri II wspomniany został jako zwycięzca nad Asyrią w kolejnej wojnie, a według rocznika Tiglat-Pilesera III Asyryjczycy dwukrotnie – w latach 743 i 735 p.n.e. – najechali Urartu pod rządami Sarduriego II i nawet oblegali Tuszpę w trakcie drugiej wyprawy

## Zmierzch
Wydarzenia z czasów panowania Rusy I, który objął tron urartyjski około 730 roku p.n.e., są dobrze znane z asyryjskich źródeł. Wiadoma też data jego śmierci: w tekstach Sargona II kilkakrotnie wspomina się o tym, że Rusa I popełnił samobójstwo w 714 lub 713 roku p.n.e. po zbrojnej wyprawie Asyrii na Urartu. Imię jego syna, Argisztiego II pojawia się w inskrypcjach Sargona II. Rusa II, syn Argisztiego II, prawdopodobnie był współczesny dwóm asyryjskim królom — Asarhaddonowi i Aszurbanipalowi. Około 654 roku p.n.e., po zwycięstwie Asyrii nad Elamem, posłańcy urartyjskiego króla Rusy II odwiedzili Aszurbanipala, a w 639 roku p.n.e., po drugiej wyprawie na Półwysep Arabski, pojawili się posłańcy nowego króla Urartu, Sarduriego III.
Po upadku Asyrii królestwo Wan na przełomie VII–VI wieku p.n.e. kontynuowało swoje istnienie, a rządzili tam co najmniej jeszcze dwaj królowie — Erimena i jego syn Rusa IV, których imiona znane są z inskrypcji Rusy IV. Czas ich panowania jest ustalany w przybliżeniu, na podstawie orientacyjnej daty upadku Urartu około 590 roku p.n.e.